# Bloodrock 3
Bloodrock 3 je třetí studiové album americké hard rockové skupiny Bloodrock. Album vyšlo u Capitol Records v roce 1971. Jeho producentem byl Terry Knight.

## Seznam skladeb
| Pořadí | Název              | Délka |
| ------ | ------------------ | ----- |
| 1.     | Jessica            | 4:40  |
| 2.     | Whiskey Vengeance  | 4:12  |
| 3.     | Song for a Brother | 5:15  |
| 4.     | You Gotta Roll     | 5:05  |
| 5.     | Breach of Lease    | 9:05  |
| 6.     | Kool-Aid Kids      | 6:12  |
| 7.     | A Certain Kind     | 4:12  |
| 8.     | America, America   | 1:20  |

## Sestava
- Jim Rutledge – zpěv
- Lee Pickens – sólová kytara
- Nick Taylor – rytmická kytara, zpěv
- Ed Grundy – basová kytara, zpěv
- Steve Hill – klávesy, zpěv
- Rick Cobb – bicí, zpěv